# مری تسونی
مری تسونی (یونانی: Μαίρη Τσώνη؛ ‏ ۲۵ ژوئن ۱۹۸۷ – ۸ مهٔ ۲۰۱۷) چهره‌پرداز، بازیگر و خواننده اهل یونان بود.
از فیلم‌ها یا برنامه‌های تلویزیونی که وی در آن نقش داشته‌است می‌توان به دندان نیش اشاره کرد که بابت نقش‌آفرینی در آن برندهٔ جایزهٔ بهترین بازیگر زن در جشنواره فیلم سارایوو شد.